# Kasteel Mierlo

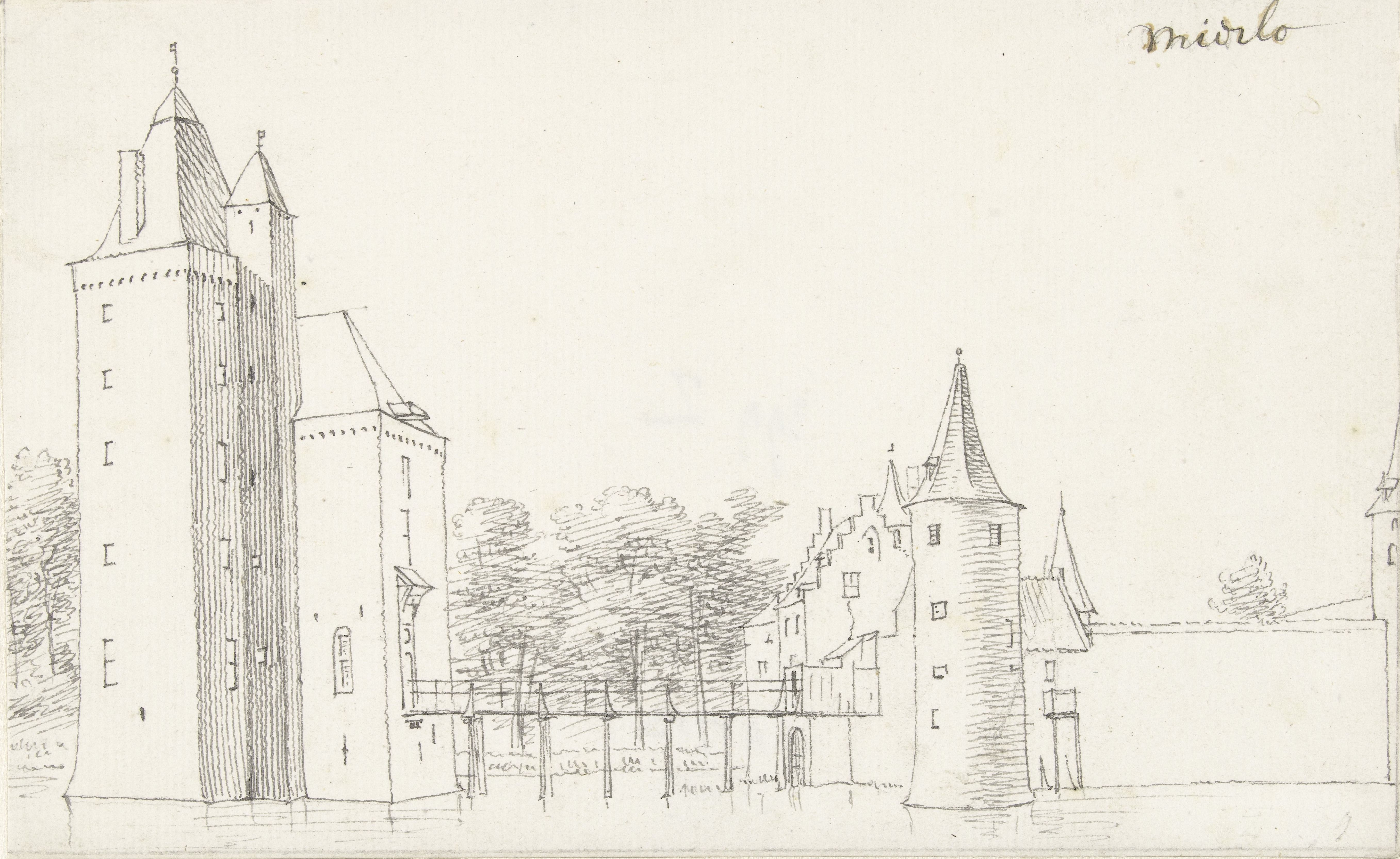
Kasteel Mierlo tussen 1720 en 1740

Kasteel Mierlo was een kasteel in Mierlo, in de Nederlandse provincie Noord-Brabant. Het kasteel heeft gestaan op de hoek die gevormd wordt door de Heer de Heuschweg en de Trimpert, in de buurtschap Overakker. 

## Geschiedenis
Rond 1117 was het een houten jachthuis. Nog voor 1200 werd het verbouwd tot een stenen slot. Dit slot heeft echter niet lang gestaan, doordat Graaf Dirk VII van Holland het kasteel vernielde. In 1210 werd het weer opgebouwd door Jan Dickbier en later werd het de thuisbasis voor de heren en vrouwen van Mierlo, die de heerlijkheid Mierlo bestuurden. De betreffende heerlijkheid werd in 1292 afgepaald en wordt beschouwd als een der oudste van Peelland. Het nieuwe kasteel was een hoog kasteel met zware muren en een dikke toren. De eerste geschreven bron waar het kasteel Mierlo in wordt vermeld is het testament uit 1410 van Hendrik Dickbier.
Toen de heerlijkheidsrechten werden ingeperkt in de 17e eeuw, was Mierlo voor de heren minder interessant. Vanaf dat moment bleek ook steeds vaker dat de heer niet meer op het kasteel woonde, maar zijn heil op een andere plaats zocht. Dit kwam het behoud van het kasteel niet ten goede, na 1648 werd er nog maar weinig onderhoud aan gepleegd. Tot 1797 heeft het gebouw dienstgedaan als kasteel.  Rond 1800 stortte het gebouw in onder zijn eigen gewicht, waarna enkel de kasteelpoort overbleef. Deze poort is in 1948 tijdens een storm gedeeltelijk vernield en later is ook deze poort ook afgebroken. Sindsdien is er niets meer te zien van het kasteel.
Nadat eind 18e eeuw de heerlijke rechten formeel werden afgeschaft, bleven de afstammelingen van de heren van Mierlo wel hun titel voeren maar daar waren vrijwel geen (financiële) voordelen meer aan verbonden. De laatste vrouwe van Mierlo was Leopoldina Louisa van Scherpenzeel Heusch, zij is in 1920 overleden. Daarmee kwam een einde aan bijna 700 jaar heren van Mierlo van Roelof Rover van Rode tot aan de genoemde laatste vrouwe van Scherpenzeel Heusch. In de jaren 1934-1936 hebben nazaten de laatste bezittingen waaronder boerderij De Zwanenweijer (aan de Trimpert) en de kasteelboerderijen Nieuwenhuis en het Hofgoed aan de Kasteelweg, verkocht.

## Opbouw van het kasteel
Er zijn (pen)tekeningen en kopergravures uit de 17e en 18 eeuw van het kasteel, dankzij deze afbeeldingen is bekend hoe de middeleeuwse waterburcht er uit heeft gezien. De burcht een imposant, hoog en massief gebouw. Zo schreef de predikant en schrijver van reisverslagen Stephanus Hanewinkel in 1803: "Nog verder zuidwaarts (van de kerk) ligt het Kasteel, zynde een zeer hoog en zeer oud gebouw...". Deze omschrijving heeft betrekking op de hoofdburcht, maar het kasteel had ook een voorburcht en naar we nu weten een neerhof. De hoofdburcht bestond uit een toren (donjon) met aangebouwd woongedeelte. Onder de hoofdburcht lagen een wijnkelder en een kerker voor gevangenen. Ook was er in de toren nog een gevangenis (gijzelkamer) met een martelkamer. De voorburcht was ommuurd en op 3 hoeken voorzien van een toren. Alleen op de noord-west hoek ontbrak die toren. Op de binnenplaats was een privékapel voor de heer van Mierlo. De heer had het privilege de priester van de kapel te benoemen, die tevens de pastoor van de kerk in Mierlo was. De kapel was toegewijd aan 10 zogenaamde Noodheiligen. Ook waren in de voorburcht de paardenstallen gesitueerd. De voorburcht werd bereikt via een smalle boogbrug. Aan de voet van die brug lag de neerhof. Een boerderij als het ware voor de ingang van het kasteel. De bruggen waren vrij smal, zodat de bevoorrading grotendeels over het water gebeurde. Er waren diverse ingangen die vanuit de gracht bereikt konden worden.
Buiten het kasteel stonden de hofboerderijen die verpacht werden voor inkomsten voor de heer van Mierlo. Het kasteel en dan met name de hoofdburcht bezat een zekere luxe want ze was voorzien van leien daken en we weten dat er ook mergelsteen, hardsteen en sierlijsten in en aan de muren waren verwerkt. Het kasteel was gebouwd in een bestaand vennetje, dat deels als gracht heeft gediend. De hoofdburcht was dubbel beveiligd door water, om die te bereiken moest men eerst over de stenen brug naar de voorburcht en vervolgens over de 2e ophaalbrug naar de hoofdburcht.

## Bewoners
De straten in Mierlo die naar de heren zijn vernoemd herinneren aan de bewoners van het kasteel. In Mierlo zijn van vrijwel alle geslachten een straatnaam te vinden. Alleen Otto en Jan van Cuijk ontbreken in het rijtje, dit komt door het feit dat Burgemeester van Kuik een straat op zijn naam heeft staan.
In de beginperiode verbleven de heren en hun gezinnen (en bedienden) waarschijnlijk in een van de grote hoeven, want van een kasteel was nog geen sprake. Als er al iets genoemd werd in geschriften dan werd het omschreven als een huis of het grote huis. De eerste geschreven bron waarin het kasteel wordt vermeld, is het testament uit 1410 van Hendrik Dickbier, maar vermoedelijk is het al in de 14de eeuw gebouwd door deze familie. Vanaf Hendrik Dickbier (en mogelijk dus ook al iets eerder) woonde de heer en zijn gezin met bedienden op het kasteel. Niet dat ze altijd alle belang bij Mierlo hadden liggen, want vaak waren ze ook eigenaar van andere onroerende goederen of rechten. 
Zie Heren en vrouwen van Mierlo voor een complete lijst met de eigenaren van het kasteel.

## Externe bron
- Jean Coenen, 2004: Mierlo, van oorsprong tot heden. Gemeente Mierlo.
- Kasteel Mierlo op Brabantserfgoed.nl
- Heemkundekring Myerle: Kasteel Myerle

Aldendriel · Asten · Barendonk · De Blauwe Kamer · Blokhuis te Leensel · Blokhuis te Liessel · Blokhuis op Ter Vloet · Bokhoven · Bouvigne · Bronkhorst · Boxmeer · Breda · Kasteel Croy · Cranendonck · De Donk (Someren) · Dommelrode · Dussen · Eckart · Eikenlust · Emmaus · Eymerick · Frisselstein · Gageldonk · Geldrop · Gemert · Groot Kasteel · Klein Kasteel · Groenendaal · De Hattert · Heeswijk · Heeze · Helmond · Henkenshage · Hooghuis op de Schouw · De Laar · Loon op Zand · Markiezenhof · Het Makken · Maurick · Meeuwen · Mierlo · Muggenheuvel · Nemerlaer · Nieuw-Herlaar · Nieuwenroy · Oijen · Onsenoort · Het Oortje · Oud Beijsterveld · Oud-Herlaar · 't Oude Huys · Rijswijk · Seldensate · Slotjes van Oosterhout · Soeterbeek · Stakenborch · Stapelen · Strijdhoef · Strijen · Tilburg · Paleis-Raadhuis · Tongelaar · Walstein · Wamberg · Het Witte Kasteel · Wouw · Zuidewijn · Zwijnsbergen